# Дружбін
Дружбін (пол. Drużbin) — село в Польщі, у гміні Пенчнев Поддембицького повіту Лодзинського воєводства.
Населення — 193 особи (2011).

## Історія
Перша згадка — 1386 рік. Родинне гніздо дому Дружбінських. З 2-ї половини XVI століття — власність роду Задзиків. 1630 року Яків Задзик спорудив кам'яну церкву.
У 1975-1998 роках село належало до Серадзького воєводства.

## Демографія
Демографічна структура станом на 31 березня 2011 року:
|          | Загалом | Допрацездатний вік | Працездатний вік | Постпрацездатний вік |
| -------- | ------- | ------------------ | ---------------- | -------------------- |
| Чоловіки | 96      | 19                 | 68               | 9                    |
| Жінки    | 97      | 23                 | 52               | 22                   |
| Разом    | 193     | 42                 | 120              | 31                   |